# Croix de Saint-Alban-d'Ay
La croix de Saint-Alban-d'Ay est une croix située à Saint-Alban-d'Ay, en France.

## Description
Croix de "peste" à personnages. 

## Localisation
La croix est située sur la commune de Saint-Alban-d'Ay, dans le département français de l'Ardèche.

## Historique
Réalisé au XVIe siècle, l'édifice est classé au titre des monuments historiques en 1933.